# Bwoc wad Duwat
Bwoc Duwat Odak
Bwoc wad Duwat (ou Bwoc, fils de Duwat, fils de Odak) est le septième souverain de la dynastie du peuple Shilluk, une ethnie africaine du Soudan du Sud. La lignée fut fondée par son ancêtre, le héros culturel Nyikang. Le roi Bwoc règna entre 1650 et 1660 (dates approximatives).

## Règne
Le règne du roi Bwoc se déroula sans grandes difficultés, les Shilluk et les Dinka ne jugeant pas utile de jeter l'un contre l'autre la majeure partie de leurs forces militaires. Son lieu de naissance, de résidence et d'inhumation se situe dans le village de Abyenyal localisé près du khor Ataro, un affluent du Nil Blanc.

## Naissance légendaire
La tradition orale rapporte que le roi Bwoc était placé dès sa naissance sous une mauvaise étoile. Sa mère était une jeune femme d'une extraordinaire beauté issue du peuple Habesha (en) des hauts-plateaux éthiopiens. Elle fut envoyée chercher de l'eau auprès d'une rivière mais sous la force de la chaleur, elle s'endormit sur un amoncellement d'herbes sauvages. La force du courant arracha cette verdure de la rive, cet îlot se mit à dériver et fut emporté jusque vers le pays des Shilluk. Durant une partie de pêche, le roi Duwat aperçut l'îlot de verdure avec la jeune femme pour passager. Il la sauva du fleuve puis l'épousa. En raison de l'envie générale causée par la beauté de la femme, la mère de Bwoc fut touchée par le mauvais œil et sa beauté disparut. Quant à Bwoc, le mauvais œil en fit un homme rempli de haine.